# Sikhé Camara
Pour les articles homonymes, voir Camara.
Sikhé Camara, né en 1921 à Boké, est un professeur de droit, juriste, homme politique et poète guinéen. 
Il occupe plusieurs positions ministérielles dans les gouvernements de Sékou Touré, notamment ceux de ministre de l'éducation supérieure et de ministre de la Justice. Durant cette période, il publie plusieurs livres de poésie militante : Poèmes de combat et de vérité (1967), Clairière dans le ciel (1973) et Somme de la poésie guinéenne de combat (1980). Après le coup d'État de 1984, il est emprisonné puis relâché par Lansana Conté. Il retourne alors à son ancienne profession de juriste.